# 久喜菖蒲工業団地

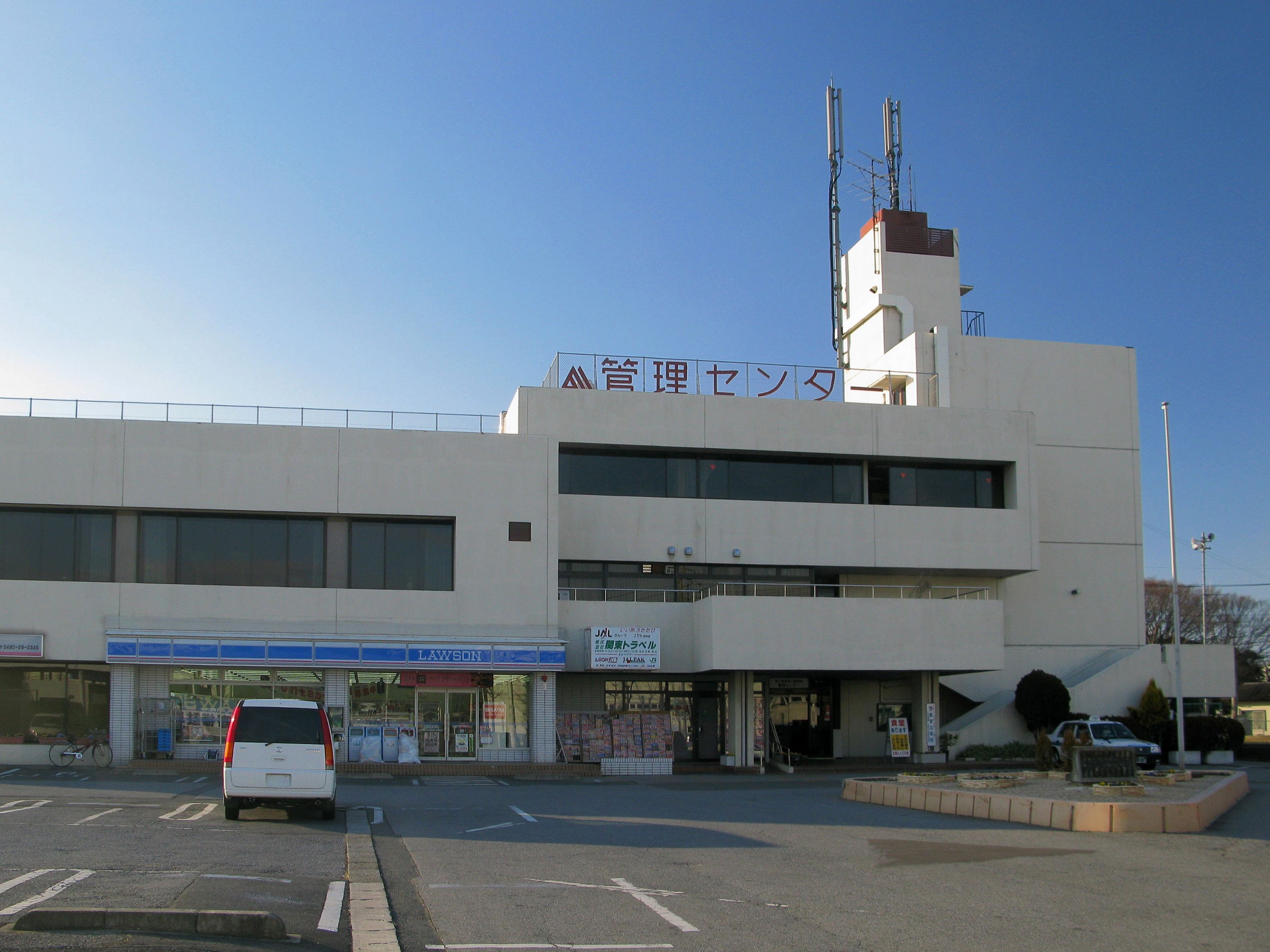
久喜菖蒲工業団地管理センター（2012年2月）

久喜菖蒲工業団地（くきしょうぶこうぎょうだんち）は、埼玉県久喜市にある工業団地である。

## 概要
久喜菖蒲工業団地の所在地は河原井沼と呼ばれた沼地であり、享保年間の絵図にも記録がみられる。その後1728年（享保13年）に井沢弥惣兵衛により掘り上げ田として開発された。時代は下り、昭和中期・後期になると周辺では県道36号大宮栗橋線や東北自動車道が開通し、道路交通の便が向上した。この時代になると作業効率のあまり良くない掘り上げ田においては耕作放棄地も次第に見られるようになってきた。この折に工業団地造成の造成計画が持ち上がり、久喜菖蒲工業団地として整備・開発された。造成される間、農家からの用地買収などをはじめとする幾多の難問に見合うも、1977年（昭和52年）7月に昭和沼の整備と合わせ造成が完成した。
現在、中央部には久喜菖蒲公園があり、その中央の昭和沼の水を河原井町所在の浄水場にて洗浄し工業用水として活用している。

## アクセス
- 久喜駅西口より久喜市内循環バスのりばにて「除堀・所久喜循環」に乗車、「久喜菖蒲公園」バス停下車すぐ。（所要：約37分）
- 久喜駅西口より大和バスにて管理センター行きに乗車、管理センターバス停下車すぐ。（所要：約23分）
  - 1-1　久喜菖蒲工業団地循環　管理センター行き
  - 1-2　直行　管理センター行き
  - 2-1　北陽高校入口・アリオ鷲宮前・東京理科大学・清久工業団地経由　管理センター行き
- 東北自動車道久喜ICよりさいたま栗橋線をさいたま市方向へ3km、工業団地入口交差点を右折。
- 国道122号関山交差点からさいたま栗橋線を久喜方向へ3km、工業団地入口交差点を左折。